# Stefan Gimpl
Stefan Gimpl (Leogang, 31 ottobre 1979) è un ex snowboarder austriaco.

## Palmarès

### Mondiali
- 1 medaglia:
  - 1 bronzo (big air a Gangwon 2009)

### Coppa del Mondo
- Miglior piazzamento nella Coppa del Mondo generale di freestyle: 5º nel 2008 e nel 2010
- Vincitore della Coppa del Mondo di big air nel 2006, nel 2008, nel 2009 e nel 2010
- 17 podi:
  - 9 vittorie
  - 6 secondi posti
  - 2 terzi posti

#### Coppa del Mondo - vittorie
| Data             | Luogo                    | Paese       | Disciplina |
| ---------------- | ------------------------ | ----------- | ---------- |
| 7 gennaio 2006   | Klagenfurt am Wörthersee | Austria     | BA         |
| 22 dicembre 2007 | Sofia                    | Bulgaria    | BA         |
| 5 gennaio 2008   | Graz                     | Austria     | BA         |
| 9 febbraio 2008  | Mosca                    | Russia      | BA         |
| 21 febbraio 2009 | Stoneham                 | Canada      | BA         |
| 7 marzo 2009     | Mosca                    | Russia      | BA         |
| 31 ottobre 2009  | Londra                   | Regno Unito | BA         |
| 7 novembre 2009  | Barcellona               | Spagna      | BA         |
| 21 novembre 2009 | Stoccolma                | Svezia      | BA         |

Legenda:

BA = Big air